# T. Ranganathan
Tanjore Ranganathan (* 13. März 1925 in Chennai; † 22. Dezember 1987 in Middletown/Connecticut, Vereinigte Staaten) war ein indischer Mridangamspieler und Musikpädagoge.

## Leben
Ranganathan entstammte einer Musiker- und Tänzerfamilie. Seine Großmutter war die Sängerin und Vinaspielerin Veena Dhanammal, eine anerkannte Vertreterin der karnatischen Musik. Seine ältere Schwester T. Balasaraswati war eine klassische indische Tänzerin (Bharatanatyam), sein jüngerer Bruder T. Viswanathan ein Flötist und Sänger.
T. Ranganathan war Schüler der Mridangamspielers Palani M. Subramania Pillai. Seine professionelle Laufbahn als Musiker begann er 1938 im Alter von dreizehn Jahren. Als Begleitmusiker trat er u. a. mit dem Sänger Ramnad Krishnan und dem Geiger Tanjore Brinde auf. Ab 1963 war er Lehrer und Artist in Residence an der Wesleyan University. Dort und am California Institute of the Arts unterrichtete er westliche Musiker in klassischer indischer Musik, darunter Robert E. Brown, John Bergamo, Jon B. Higgins und David Moss. Mit seinem Bruder nahm er u. a. die Musik zu Satyajit Rays Dokumentarfilm Bala über ihre Schwester T. Balasaraswati auf und bei Nonsuch Records das Album Pallavi: South Indian Flute Music. Beide arbeiteten regelmäßig mit der Tanzkompagnie ihrer Schwester zusammen.